# Physiculus
Physiculus (Kaup, 1858) è un genere di pesci ossei marini appartenenti alla famiglia Moridae.

## Distribuzione e habitat
Il genere è cosmopolita. Nel mar Mediterraneo è presente P. dalwigki<.
Si trovano in genere nel piano batiale, sulla piattaforma continentale e nella parte alta della scarpata continentale.

## Tassonomia
Il genere comprende 43 specie:
- Physiculus andriashevi
- Physiculus argyropastus
- Physiculus beckeri
- Physiculus bertelseni
- Physiculus caboverdensis
- Physiculus capensis
- Physiculus chigodarana
- Physiculus coheni
- Physiculus cyanostrophus
- Physiculus cynodon
- Physiculus dalwigki
- Physiculus fedorovi
- Physiculus fulvus
- Physiculus grinnelli
- Physiculus helenaensis
- Physiculus hexacytus
- Physiculus huloti
- Physiculus japonicus
- Physiculus karrerae
- Physiculus kaupi
- Physiculus longicavis
- Physiculus longifilis
- Physiculus luminosa
- Physiculus marisrubri
- Physiculus maslowskii
- Physiculus microbarbata
- Physiculus natalensis
- Physiculus nematopus
- Physiculus nielseni
- Physiculus nigrescens
- Physiculus nigripinnis
- Physiculus normani
- Physiculus parini
- Physiculus peregrinus
- Physiculus rastrelliger
- Physiculus rhodopinnis
- Physiculus roseus
- Physiculus sazonovi
- Physiculus sterops
- Physiculus sudanensis
- Physiculus talarae
- Physiculus therosideros
- Physiculus yoshidae